# Gaita cabreiresa

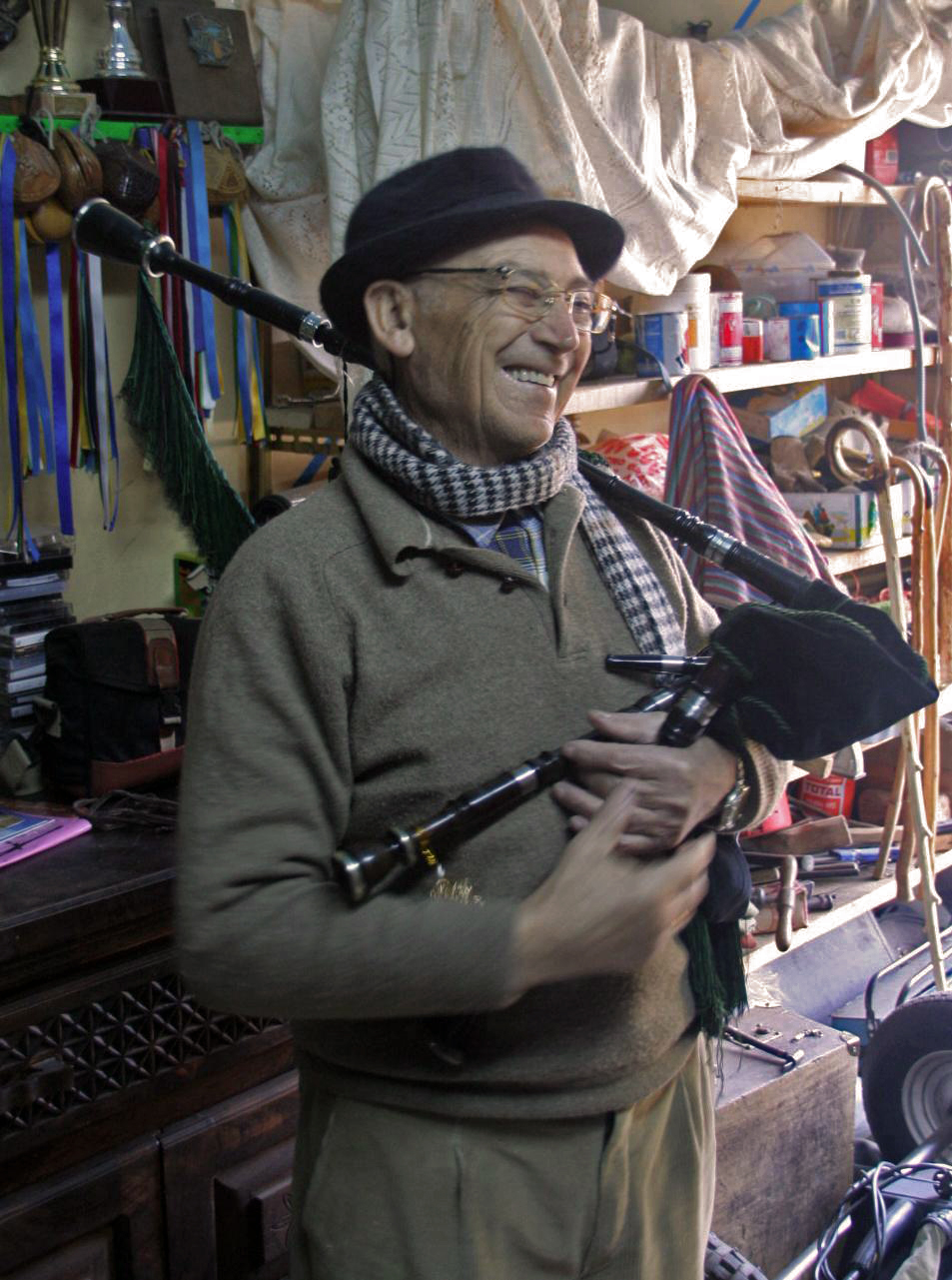
Moises Liebana

La gaita cabreiresa (o gaita llionesa, lhionesa) es un tipo de gaita de la comarca de Cabrera, en la provincia española de León.
El instrumento se había extinguido, pero se recuperó gracias a los esfuerzos del gaitero Moisés Liébana y la etnógrafa Concha Casado, en la década de 1990.
- Datos: Q2887846